# Maintien de la paix
 (mars 2016).
Une mission de maintien de la paix est une action militaire ou de police entreprise par l'ONU via le Département des opérations de maintien de la paix ou par un ou plusieurs pays en réponse à une crise régionale dont ils ne sont pas les protagonistes. Lorsque cette mission est entreprise directement par l'ONU, celle-ci demande à ses pays membres une participation en troupes (les casques bleus et/ou observateurs).
Le chapitre VII de la Charte des Nations unies relatif à l'« action en cas de menace contre la paix, de rupture de la paix et d'acte d'agression » dispose que c'est au Conseil de sécurité des Nations unies (CSNU) de décider s'il y a lieu de créer une opération de maintien de la paix (OMP). Cependant, dans les faits, il s'agit d'une création de la pratique des États car la Charte des Nations unies est muette concernant ces missions. Aussi, dans le jargon juridique et onusien, on parle généralement de ce Chapitre comme étant le Chapitre VI bis.
L'ONU peut également confier une telle mission à une organisation internationale (OTAN, UE, UA) ou à un pays dirigeant une force multinationale, qu'elle mandate alors par une résolution prise en Conseil de sécurité des Nations unies.
En vertu de la résolution « Union pour le maintien de la Paix » (ou résolution Acheson), l'Assemblée générale a pu créer des opérations de maintien de la paix, en cas de blocage du Conseil. En toute hypothèse, elle pourrait autoriser une action coercitive.

## Objectifs des missions de maintien de la paix
Stricto sensu, le maintien de la paix est une mission de prévention d'un conflit. La force déployée est, en général, présente pour :
- observer un cessez-le-feu et les mouvements de troupes ;
- engager des opérations de désarmement, de démobilisation, de réinsertion et de rapatriement ;
- appuyer des opérations humanitaires ;
- soutenir un processus de paix ;
- donner une assistance dans le domaine des droits de l'Homme ;
- assurer l'ordre public.

Elle n'a en général pas de vocation offensive et ne doit pas ouvrir le feu autrement qu'en cas de légitime défense. Ces missions ne suffisent généralement pas à instaurer une paix solide et durable.
Une opération sous mandat peut recevoir une mission plus intrusive, on parle alors de missions de rétablissement de la paix (peace making) ou d'imposition de la paix (peace enforcement). Après les échecs des missions en Somalie (ONUSOM) et en ex-Yougoslavie (FORPRONU), le conseil de sécurité préfère utiliser le phénomène de l'autorisation ou habilitation, qui autorise des États membres à intervenir, leurs troupes étant mieux équipées, et plus aptes à rétablir militairement la paix (e.g Interventions de l'OTAN en Bosnie-Herzégovine).
Par ailleurs, depuis le début des années 2000, les Nations unies se consacrent de plus en plus à des missions de consolidation ou de rétablissement de la paix, l'action visant à soutenir les structures qui renforceront et consolideront la paix, l'agenda pour la paix parle alors de « peace building (en) » : de telles missions ont eu lieu dans le cadre de la Mission d'administration intérimaire des Nations unies au Kosovo (MINUK), ou au Timor oriental, qui est passé d'une Administration transitoire des Nations unies au Timor oriental (1999) a une Mission d'appui des Nations unies au Timor oriental (2002), remplacée en 2006 par une Mission intégrée des Nations unies au Timor-Leste.
Lors de la Conférence ministérielle sur le maintien de la paix en environnement francophone qui s’est tenue à Paris les 26 et 27 octobre 2016, l’Organisation internationale de la Francophonie, le ministère des Armées français, le ministère des Affaires mondiales du Canada et le Service public fédéral belge des Affaires étrangères ont annoncé la création de l’Observatoire Boutros-Ghali. Son objectif consiste à renforcer le dialogue triangulaire entre les États engagés dans le maintien de la paix, le Conseil de sécurité et le secrétariat-général des Nations unies. Cet observatoire est animé par le Groupe de recherche et d'information sur la paix et la sécurité, un think tank basé à Bruxelles.
Des forces de maintien de la paix peuvent être déployées par d'autres organisations internationales ou nations comme la Force multinationale et observateurs au Sinaï ou la Caribbean Peace Force (en).

## Missions de maintien de la paix (de l'ONU ou sous mandat)
Depuis 1948, date de la première opération (ONUST), à 2019, les Nations unies ont déployé 72 opérations de maintien de la paix, dont 13 sont toujours en cours (dont la première : l'ONUST, en Israël et Territoires palestiniens occupés).
L'historienne Chloé Maurel a analysé l'histoire, l'évolution et le bilan des opérations de maintien de la paix de l'ONU (MONUSCO, MINUSMA, etc). L'ONU est passée progressivement du « maintien de la paix » (peacekeeping) à la « consolidation de la paix » (peacebuilding), mission plus large qui englobe non seulement le fait de mettre fin aux conflits armés, mais aussi l'aide à la construction d'un Etat démocratique et stable. 

### Quelques exemples
- Force internationale d'assistance et de sécurité (FIAS) (mission OTAN), en Afghanistan, depuis 2002.
- Force de l'Union européenne (mission UE) en Bosnie depuis 2004 (a succédé à la Force de stabilisation (SFOR) (mission OTAN) 1995-2004).
- FINUL (mission ONU) au Liban depuis 1978.
- INTERFET (force multinationale sous commandement australien) au Timor oriental (1999-2001).
- Force de protection des Nations unies ex-Yougoslavie (UNPROFOR ou FORPRONU), troupes canadiennes (Canbat 1, Canbat2), françaises et britanniques.
- Mission de l'Union africaine au Soudan (AMIS), entre 2005 et 2007.

## Organisation & financement des opérations de maintien de la paix

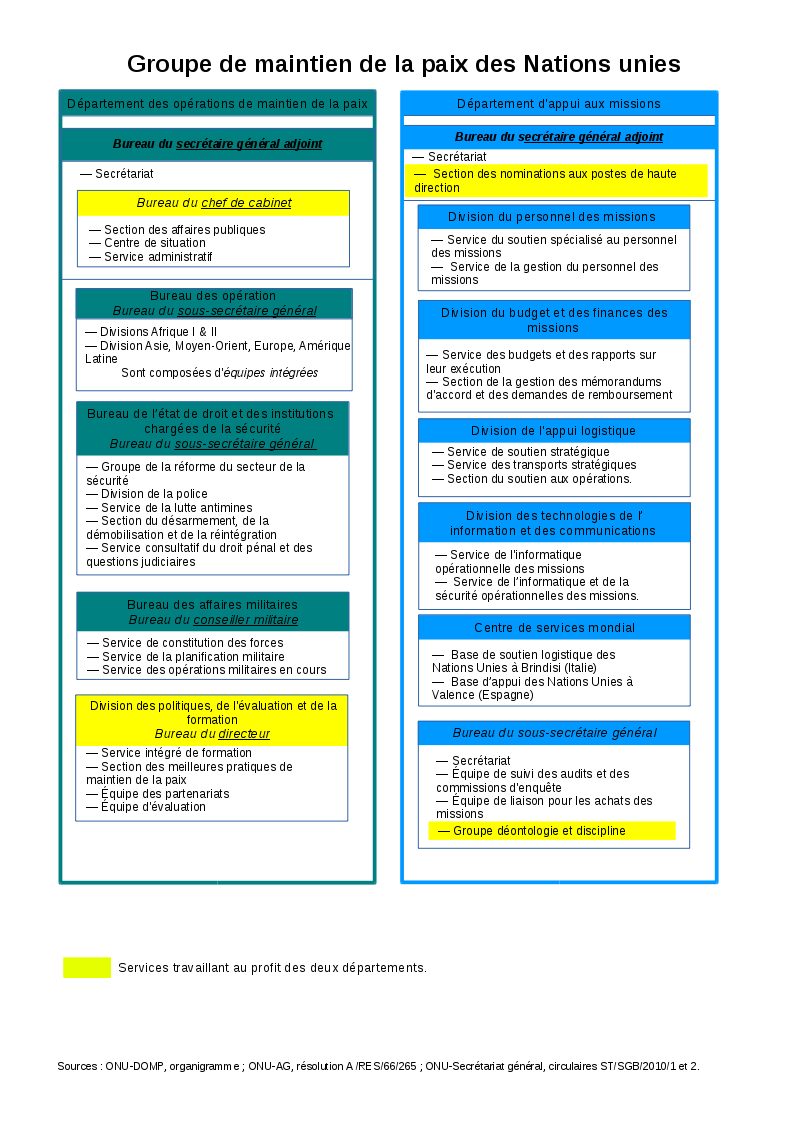
Organigramme du groupe des opérations de paix de l'ONU.

Le Département des opérations de maintien de la paix a un budget annuel de plus de 5 milliards de dollars US (en 2006). La somme approximative dépensée pour les opérations de maintien de la paix depuis 1948 atteint les 42 milliards de dollars US. Il gère 16 opérations de maintien de la paix et 3 missions politiques et d'appui pour la consolidation de la paix (MINUNEP, MANUA et BINUSIL).
- Contributions des États membres : Les Opérations de maintien de la paix (OMP) sont financées séparément du budget ordinaire de l'ONU, et en application d'un barème des quotes-parts différenciant les cinq membres permanents du CSNU des autres États membres. Les principaux contributeurs des opérations de maintien de la paix sont les États-Unis (26 %), le Japon (19 %), l'Allemagne (9 %), le Royaume-Uni (7 %), la France (7 %) et l'Italie (5 %). À eux six, ils prennent en charge près des trois-quarts (73 %) des dépenses de maintien de la paix.

- Budget de chaque OMP : Hormis l'ONUST (surveillance de la trêve) et l'UNMOGIP (Inde-Pakistan), chaque OMP dispose d'un budget propre, que l'Assemblée générale des Nations unies, saisie des rapports du Secrétaire général et du Comité consultatif pour les questions administratives et budgétaires, approuve chaque année.

- Contrôle : Les OMP sont soumises à des organes de contrôle interne (Bureau des services de contrôle interne -BSCI-) et externes (Commissaires aux comptes pour la gestion comptable et l'audit et, en principe, le Corps commun d'inspection -CCI-, dans son rôle général d'inspection).

## Effectifs

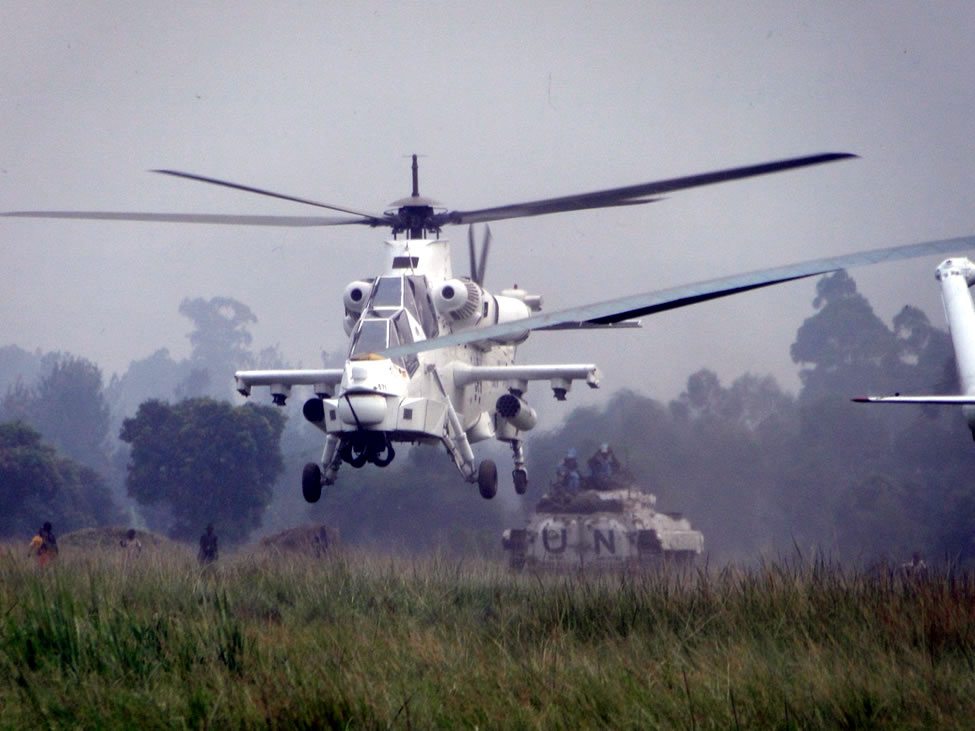
Un hélicoptère sud-africain Denel AH-2 Rooivalk de la MONUSCO assurant la protection d’un convoi d’ex-combattants FDLR, pour leur enrôlement au camp de transit de Kanyabayonga.

Au 31 janvier 2020, 82 863 militaires et policiers servaient au sein des opérations de paix onusiennes, dont 5 284 femmes. Entre 1957 et 1989, seules 20 femmes servirent en uniforme dans les opérations de maintien de la paix tandis qu'elles représentent en 2019 15,1 % des observateurs militaires et officiers d'état-major, 4,4 % des contingents militaires ou encore 26,8 % des officiers de police.
À la même date, les trois premiers pays contributeurs étaient l'Éthiopie, le Bengladesh et le Rwanda avec respectivement 6 639, 6 413 et 6 292 hommes et femmes.
Le personnel servant dans ces opérations ont divers statuts :
- militaires, dont :
  - soldats ;
  - observateurs militaires ;
  - officiers d'état-major ;
- policiers ;
- personnel civil international ou local ;
- volontaires des Nations unies.

## Directeurs successifs du DOMP
Le Département des opérations de maintien de la paix (DOMP) est dirigé par un Secrétaire général adjoint, qui en général est un diplomate.
- Kofi Annan,
- Bernard Miyet, France, de 1997 à 2000
- Jean-Marie Guéhenno, France, de 2000 à 2008
- Alain Le Roy, France, de 2008 à 2011
- Hervé Ladsous, France, de 2011 à 2017
- Jean-Pierre Lacroix, France, depuis le 1er avril 2017[6].